# Залізобетонний
Залізобето́нний — пасажирський залізничний зупинний пункт Конотопської дирекції Південно-Західної залізниці.
Розташована на сході міста Конотоп Конотопської міськради Сумської області між станціями Конотоп (3 км) та Дубов'язівка (11 км).
Лінія, на якій розташовано платформа, відкрита 1868 р. як складова залізниці Київ-Пасажирський — Курськ. Платформа виникла 1974 року.